# Charlestown force

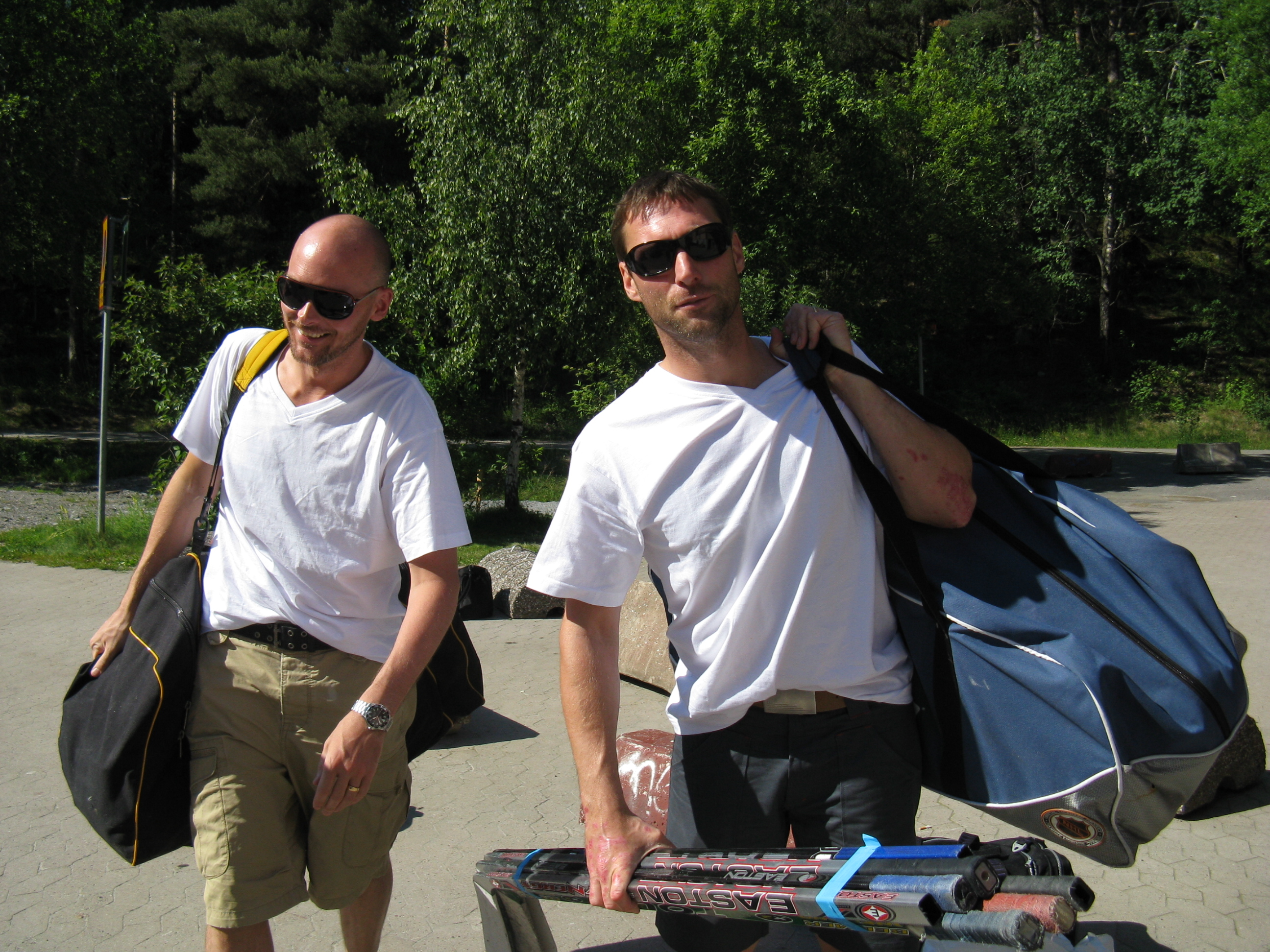
Anders Broström (ständig lagkapten) och Peter Jansson Ling anländer Visättra ishall för SM-slutspel 2009.

Charlestown force från Karlstad var en av Sveriges första och mest framgångsrika inlinehockeyföreningar med  flera SM-guld både på senior- och juniorsidan. Efter att slutat på andra plats 1997 gjordes en satsning på att vinna. Redan året efter vann man sitt första SM-guld genom att besegra Stockholm Capitals i finalen. Och under 2000-talets början dominerade Charlestowns spelare både på nationell och internationell nivå. 